# Brigitte Gapais-Dumont
Brigitte Gapais-Dumont (Saint-Fargeau-Ponthierry, 25 de abril de 1944-Concarneau, 29 de noviembre de 2018) fue una deportista francesa que compitió en esgrima, especialista en la modalidad de florete.
Participó en cuatro Juegos Olímpicos de Verano entre los años 1964 y 1976, obteniendo una medalla de plata en Montreal 1976 en la prueba por equipos. Ganó dos medallas de bronce en el Campeonato Mundial de Esgrima, en los años 1966 y 1970.

## Palmarés internacional
| Juegos Olímpicos   | Juegos Olímpicos  | Juegos Olímpicos  | Juegos Olímpicos    |
| Año                | Lugar             | Medalla           | Prueba              |
| ------------------ | ----------------- | ----------------- | ------------------- |
| 1976               | Montreal (Canadá) | Medalla de plata  | Florete por equipos |
| Campeonato Mundial |                   |                   |                     |
| Año                | Lugar             | Medalla           | Prueba              |
| 1966               | Moscú (URSS)      | Medalla de bronce | Florete por equipos |
| 1970               | Ankara (Turquía)  | Medalla de bronce | Florete por equipos |